# 한국은행 강남본부
한국은행 강남본부(韓國銀行 江南本部)는 금융기관 예금·대출, 화폐의 발행·환수, 외국환 관리, 화폐 정사 등의 업무를 수행하는 한국은행의 지역본부이다. 서울특별시 강남구 테헤란로 202(역삼2동 717번지)에 위치하고 있다.

## 연혁
- 1991년 11월 4일 한국은행 강남지점 개점 (총무과, 업무과, 국고과, 출납과, 화폐정사과)
- 1996년 3월 11일 국고과 폐지
- 1998년 5월 14일 출납과 폐지
- 1999년 5월 17일 발권과 신설, 화폐정사과는 화폐관리과로 명칭 변경
- 2002년 1월 10일 한국은행 강남본부로 명칭 변경
- 2002년 5월 22일 「과」에서 「팀」으로 조직명칭 변경
- 2010년 3월 2일 발권팀을 업무팀으로 흡수 통합, 업무팀내 외환심사반 신설
- 2017년 5월 22일 남대문 본부 재건축을 위한 본부 임시이전 정책에 따라 금고 및 발권국 이전, 
  - 강남본부 화폐수급 및 정사업무를 발권국으로 이관
- 2023년 8월 8일 남대문 본부 재건축 완료로 발권국 남대문 본부로 재입주

## 조직

### 한국은행 강남본부장
- 총무팀
- 업무팀
- 전산정보국 (본부부서이지만 일부를 제외하고 대부분 강남본부에 있다.)
- 발권국 (본부 재건축으로 인한 임시 이전)